# Verê
Verê este un oraș și o municipalitate din statul un oraș în Paraná (PR), Brazilia.